# Conopholis
Conopholis es un género de plantas sin clorofila, perennes, parásitas, de la familia de las Orobancáceas. Comprende 7 especies descritas y de estas, solo 2 aceptadas.

## Descripción
Planta  perenne, con tallos erectos, no ramificados, de 8–29 cm de alto, glabros, de color crema hasta café o negro. Hojas heterofilas, las inferiores apretadamente imbricadas y más pequeñas que las superiores, las cuales son lanceoladas hasta angostamente triangulares, (7) 12–21 mm de largo y 3–7 (11) mm de ancho, ápice por lo general marcadamente agudo, glabras. Inflorescencia un racimo compacto de brácteas imbricadas, cada una abrazando una flor; cáliz tubular, 3.3–5 mm de largo, irregularmente 2 o 4–5-lobado, a veces ventralmente hendido, cubierto por las brácteas; corola tubular, 7.5–15.5 mm de largo, semipersistente, de color crema; estambres exertos; estigma capitado a algo deprimido. Cápsula 8–16 mm de largo, café obscura hasta negra.

## Taxonomía
El género fue descrito por Karl Friedrich Wilhelm Wallroth y publicado en Orobanches Generis Diaskene 78–79. 1825.    La especie tipo es:  Conopholis americana (L.) Wallr. 	

## Especies aceptadas
A continuación se brinda un listado de las especies del género Conopholis  aceptadas hasta mayo de 2014, ordenadas alfabéticamente. Para cada una se indica el nombre binomial seguido del autor, abreviado según las convenciones y usos: 
- Conopholis alpina Liebm.
- Conopholis americana (L.) Wallr.